# サザナミガモ
サザナミガモ（小波鴨、Salvadorina waigiuensis） は、鳥綱カモ目カモ科サザナミガモ属に分類される鳥類。本種のみでサザナミガモ属を構成する。

## 分布
インドネシア、パプアニューギニア（ニューギニア島）

## 形態
全長43センチメートル。翼長オス18.7-20.7センチメートル、メス17.9-19.6センチメートル。頭部から頸部にかけての羽衣は黒褐色や濃褐色。背や体側面の羽衣は黒褐色で、白い横縞が入る。胸部から腹部にかけての羽衣は淡褐色で、黒色斑が入る。尾羽は黒く、外縁は白い。
嘴は薄橙色や濃黄色で、上嘴基部は暗色。後肢は黄色や橙色。
オスは虹彩が赤く、メスは虹彩が褐色。

## 生態
標高390-4,000メートルにある湖沼や渓流に生息する。潜水し、飛翔する時は滑走するとされる。
主に昆虫（ゲンゴロウ類、トンボの幼虫）などを食べる。
繁殖形態は卵生。水辺の草原に巣を作り、3-4個の卵を産む。抱卵期間は28日。

## 人間との関係
採掘による生息地の破壊、狩猟、人為的に移入されたマスとの競合などにより生息数は減少している。1990年代における生息数は2,500-10,000羽と推定されている。